# Ajumma
Ajumma (en coreano: 아줌마), a veces escrito ajoomma, es una palabra respetuosa del idioma coreano para denominar a una mujer casada o en edad de casarse.

## Etimología
Proviene de la palabra coreana Ajumeoni (en coreano: 아주머니). Aunque a veces es traducida como "tía", en realidad no se refiere a una relación familiar. Hay algunos indicios históricos de que su significado era "la esposa de un profesor". Es a menudo utilizada para referirse a cualquier mujer de edad media o mayor, ya que referirse a alguien mayor por su nombre sin un título respetuoso en Corea no es aceptable socialmente.

## Usos
Una ajumma no es ni una mujer joven soltera (agassi) ni una abuela (halmoni). Normalmente, sería una mujer casada con hijos, aunque esto no sea necesariamente así. Por otro lado, la palabra coreana Samo'nim, que originalmente fue interpretada como "la esposa del mentor" o "esposa de un superior", describe a una mujer casada de alta condición social. La guía de Seúl Lonely Planet describe ajumma como un término de respeto, pero que puede ser utilizado en un leve sentido peyorativo. Una ajumma es a menudo una empleada de un restaurante, vendedora ambulante o ama de casa.
Utilizado en su sentido peyorativo, tiene connotaciones de entrometimiento, describiendo a aquellas que trabajan duro o son agresivas y "empujan para abrirse paso a través de una multitud para encontrar un asiento en el autobús o el metro", "te agarran por el brazo y tratan de conseguir que comas en su negocio", o "empujan a parientes y amigos a comprar un seguro".
Cuando se utiliza en su sentido peyorativo también puede aludir al estilo de vestir utilizado, una ajumma típica se describe utilizando pantalones holgados, ropa que no combina, poco maquillaje, siendo "gorditas", llevando un corte pasado de moda, de pelo corto, en un "ajumma permanente", y "usan zapatos de goma."
Ajumma también ha sido descrito como tener un bajo estatus en el mercado laboral coreano, dado que suelen ser las últimas en ser contratadas y las primeras en ser despedidas. En Looking for a Mr. Kim in Seoul: A Guide to Korean Expressions (Buscando a un Señor Kim en Seúl: Una Guía para Expresiones coreanas), los autores advierten que llamar a una joven o mujer soltera ajumma sería una ofensa.
Un artículo del The New York Times describe ajumma como "tías" refiriéndose a las matronas, mujeres de clase trabajadora conocidas por ser autoritarias y poco amables, y da un vistazo a su hilarante vida diaria en Corea del Sur. Sin embargo, cuando se usa en el sentido de "tías", no se refiere a una relación de familia, ya que las tías de la familia no son llamadas "ajumma" en el idioma coreano.
Feministas coreanas creen que la baja condición de la ajumma refleja el amplio sexismo y clasismo de la cultura coreana, en particular la idea de que el valor de una mujer puede ser evaluado principalmente sobre la base de su edad, forma de vestir y docilidad.
Sin embargo, también son las madres coreanas que tienen el coraje para enfrentarse a la injusticia por sus hijos e hijas. Pese a su modesta condición social son importantes contribuyentes a la economía y sociedad de Corea.